# 愛がゆく
『愛がゆく』（あいがゆく）は、小山ゆうによる日本の漫画。

## あらすじ
未来から現代へ送り込まれた赤ん坊・北条愛。彼はいつも未来からの追手に追われていた。生まれつき秘めていた超能力で未来からの追手に立ち向かう愛。未来からの追手たちは愛を「人類滅亡の世界に立つ」存在だと言う。愛は未来からの追手から逃げきることができるのか。
ラストはマザーブレインに組み込まれた母親と対決しこれを滅ぼす。そして全人類滅亡の最終戦争を止めるべく未来（ミキ）とともに未来へと旅たっていく。しかし、未来では最終戦争により都市は壊滅していた。「救世主・北条愛」の銅像も建てられていたが、破壊されていた。二人は世界を飛び回り、緑と水に恵まれた大地を探し出し、そこで生きていくことを決意するのであった。

## 登場人物
北条愛
本作の主人公。赤ん坊のころに、未来から現代へ送りこまれ北条松五郎に育てられる。超能力を秘めた少年で、普段はそれを隠している。未来の世界で、人類滅亡の世界に立つ少年と予言され、母の手によって現代へ逃がされた。その際に持たされた帽子により、未来の母親と交信することができた。物語で披露された能力は、物理的破壊、超回復、瞬間移動、テレパシー、遠方の相手を瞬間移動させる、遠方の声が聞こえる、空を飛べるなど多数。物語中盤では一時的に能力すべてを失う。最終戦争の始まった未来を止めるべく未来へ帰るが、帰りついた場所は既に戦争が終了した世界だった。愛はマザー頭脳が見た破滅世界に立つ自分ということは、この場面のことなのかと皮肉を考えるが、もしその仮説が正しいならば未来と二人で立っていたことになり、マザー頭脳の見た未来図とは少し異なるので、やはりマザー頭脳のみた未来は別の未来なのではないかと思われる。まだ緑が生きている地球で未来と二人で生きていくことを誓う。
葵未来
愛の幼馴染。スポーツ万能で成績優秀な優等生の少女。未来からの追手に攻撃され負傷した愛をおぶったまま学校から山まで逃げられるほどの体力もある。物語終盤で一度、命を落とすが愛の力で奇跡の復活を遂げ、愛と共に未来へ行く。未来からの人類の判別機では「89」と判別された。
北条松五郎
現代で赤ん坊の愛を拾った男。原始人のような出で立ち。体力は常人の域を超えている。氷の海を泳いで生還するなど人知を超えた存在でもある。未来からの人類の判別機では「3」と判別された。
近藤狂平
IQ230の少年。暴走族のリーダーで喫茶店をジャックしようとした際に、未来を人質にしようとしたが、そこに現れた愛によって妨げられる。愛は初見で狂平に超能力が潜んでいることを見抜いた。喫茶店から逃亡する際に警官に撃たれそうになったが、愛の能力で命を救われる。後に愛の能力が消えた際に、愛の元へ脱獄してかけつけた。元々、超能力の才能があったらしく、愛の能力消滅時に一気に能力が開花。透視能力に優れているようである。なぜ現代で生まれた狂平に超能力が潜んでいたのか、レイも興味を持っていた。未来からの追手たちと堂々と行動したり、現代人を扇動したりと物語の重要なポジションとなった。未来側についていたため、人類の判別機の判別は受けていないが、自分で「99」と書いたことがある。
秋本涼
婦人警官。留置場にいた松五郎と知り合う。愛が現代人に恨まれた際も愛の味方として助力した。父はヤクザの親分。ヤクザの部下たちの信頼も厚い。未来からの人類の判別機では「70」と判別された。
周小龍
未来から現代へやってきた指導者。人工母胎から生まれた超人間。未来で迫害されたため、現代へ逃れてきた。ただし現代に来る際に肉体を失ったため、赤子の肉体に乗り移っている。現代では赤子ながらにして高度な発言をすることで「奇跡の子」と称される。現代での両親と位置付けている存在は周の未来世界での弟子たち。超能力を使うことができ、テレパシーや物理的破壊を行うこともできる。また愛には当初できなかった未来の判別機によってつけられたナンバーを消す能力も持っていた。赤子の身体でなければもっと高いレベルの超能力を発揮できる発言をしている。
ナサニエル
未来からやってきた追手の一人。日本を統治する権限を持っている。優秀な人間を好み、狂平などにも好感を持っていたようだ。超能力を受け付けない戦闘機を持っており、周小龍の全力の能力をもってしても破壊することはできなかった。しかし、狂平の策略により戦闘機に異常を来たし、南極に墜落。その際に下等人間と見下していた松五郎に救われる。マザー頭脳によって、記憶を操られていたことを知りショックを受ける。
母
北条愛の産みの母。その今の姿は未来世界のマザー頭脳。愛に匹敵する超能力を持っているが、愛を過去に逃がした後にマザー頭脳に組み込まれ、愛情ではなく冷徹な判断をするようになった。ナンバーの数値によって異状をきたす操作をすることができる。最終戦争が始まった未来世界を防ぐことはもうできない、と判断し現代へやってきた。その際、ナサニエルらには、偽の記憶を植え付けたようだ。愛との決戦で、現代に残ろうとする母と未来に戻ろうとする愛の力のぶつかりあいにより消滅してしまう。